# Championnats panarabes d'athlétisme 2017
Navigation
Édition précédente Édition suivante
La 20e édition des championnats panarabes d'athlétisme se déroule du 15 au 18 juillet 2017 à Radès, en Tunisie.
Les 16 pays participants à cette édition sont l'Algérie, le Maroc, les Émirats arabes unis, la Jordanie, l'Arabie saoudite, le Koweït, Oman, la Palestine, le Qatar, la Libye, le Liban, l'Irak, le Soudan, Djibouti et la Tunisie.

## Résultats

### Hommes
| Épreuves | Or                                                                                   | Argent                                                                   | Bronze                                                                                      |
| --- | ------------------------------------------------------------------------------------ | ------------------------------------------------------------------------ | ------------------------------------------------------------------------------------------- |
| 100 m (vent : m/s) | Abdullah Abkar Mohammed 10 s 19                                                      | Adam Ahmed Ali 10 s 24                                                   | Tosin Ogunode 10 s 35                                                                       |
| 200 m (vent : m/s) | Adam Ahmed Ali 20 s 46                                                               | Fahd Essebei 20 s 49                                                     | Mohamed al-Saadi 21 s 12                                                                    |
| 400 m | Yousef Karam 46 s 45                                                                 | Mazen El Yassine 46 s 76                                                 | Ahmed Essaadi 47 s 5                                                                        |
| 800 m | Oussama Nabil 1 min 47 s 24                                                          | Mohamed Belbachir 1 min 47 s 57                                          | Abdessalem Ayouni 1 min 47 s 59                                                             |
| 1 500 m | Mohamed Ismail Ibrahim 3 min 52 s 18                                                 | Hicham Ouladha 3 min 52 s 46                                             | Abderrahmane Annou 3 min 52 s 51                                                            |
| 5 000 m | Zied Ben Othman 14 min 33 s 3                                                        | Jamel Abdi Deryah 14 min 33 s 5                                          | Hichem Khiari 14 min 33 s 39                                                                |
| 10 000 m | Hassen Touriss 31 min 1 s 29                                                         | Jamal Hitran 31 min 1 s 74                                               | Tarek Hachani 31 min 26 s 84                                                                |
| 110 m haies (vent : 7,3 m/s) | Yaqoub Mohamed al-Youha 13 s 48                                                      | Rami Gherselli 14 s 23                                                   | -                                                                                           |
| 400 m haies | Abdelmalik Lahoulou 49 s 5                                                           | Miloud Rahmani 49 s 56                                                   | Zied Azizi 50 s 5                                                                           |
| 3 000 m steeple | Mohamed Ismail Ibrahim 8 min 42 s 25                                                 | Abderraouf Boubaker 8 min 42 s 61                                        | Bilal Tabti 8 min 43 s 3                                                                    |
| 4 × 100 m | Arabie saoudite Ahmed Khedher Ahmed El Dawood Ahmed Mabrouk Fahd Essebei 40 s 8      | Oman Rached Assimi Mohamed al-Saadi Oussama Ghailani Samir Riami 40 s 64 | Koweït Yaqoub Mohamed al-Youha Mechaal El-Metiri Abdulaziz Karinis Hussein El Chiha 40 s 83 |
| 4 × 400 m | Algérie Miloud Laaredj Fethi Benchaa Abdelmalik Lahoulou Miloud Rahmani 3 min 5 s 51 | Oman Ahmed Essaadi Othman El Boussaidi Youssef Omrani Salah El Ajmi      | Arabie saoudite Ismail Sebiani Abdallah Dajmit Saber Said Aissa Mazen Yassine 3 min 8 s 23  |
| 20 km marche | Mohamed Ameur 1 h 32 min 25 s                                                        | Aymen Sabri 1 h 33 min 36 s                                              | Raouf Drissi Belbehi 1 h 35 min 51                                                          |
| Saut en hauteur | Hussein Faleh Hassen 2,14 m                                                          | Riadh Salloum 2,13 m                                                     | Mohamat Hamdi 2,13 m                                                                        |
| Saut à la perche | Hichem Cherabi 5,25 m                                                                | Mohamed Romdhana 5,20 m                                                  | Mejdi Chehata 4,80 m                                                                        |
| Saut en longueur | Yasser Triki 7,83 m                                                                  | Mohcine Khoua 7,65 m                                                     | Marouan Mansour 7,50                                                                        |
| Triple saut | Yasser Triki 16,64 m                                                                 | Khalid Essebei 16,49 m                                                   | Soufiane Zakour                                                                             |
| Lancer du poids | Sultan al-Habashi 18,19 m                                                            | Amine Al-Aradi 16,86 m                                                   | Mossaab Al-Moumni 16,85 m                                                                   |
| Lancer du disque | Essa Mohamed al-Zenkawi 59,75 m                                                      | Sultan Mubarak Al-Dawoodi 58,98 m                                        | Mohamed Saber Mouadh 58,94 m                                                                |
| Lancer du marteau | Ahmed Amgad Elseify 69,85 m                                                          | Mohsen Anani 69,59 m                                                     | Mohamed Eddailami 62,20 m                                                                   |
| Lancer du javelot | Mohamed Ibrahim Kida 71,45 m                                                         | Ali Abdelghani 71,44 m                                                   | Abdullah Al Ghamdi 64,87 m                                                                  |
| Décathlon | Malek Alzid 7 118 points                                                             | Yassine Ahmed 6 265 points                                               | Aymen Hemissi 5 685 points                                                                  |
| Records et Performances - AR : Record continental (area record) - CR : Record des championnats (championship record) - MR : Record du meeting (meet record) - NR : Record national (national record) - OR : Record olympique (olympic record) - PR : Record paralympique (paralympic record) - PB : Record personnel (personal best) - SB : Meilleure performance personnelle de la saison (season's best) - WL : Meilleure performance mondiale de l'année (world leader) - WJR : Record du monde junior (world junior record) - WR : Record du monde (world record) Circonstances et Conditions - DNF : N'a pas terminé (did not finish) - DNS : N'a pas pris le départ (did not start) - DQ : Disqualification (disqualification) - NM : Aucun essai valable enregistré (No Mark) - Q : Qualifié « directement » au prochain tour (ou à la prochaine compétition), lors d'une compétition majeure, grâce au classement ou à la réalisation des minima (automatic qualifier) - q : Qualifié au prochain tour (ou à la prochaine compétition), lors d'une compétition majeure, grâce au repêchage ou à la réalisation de l'une des meilleures performances parmi celles des « non qualifiés directement » (grâce au meilleur temps ou à la meilleure distance par exemple) (secondary qualifier) |                                                                                      |                                                                          |                                                                                             |

### Femmes
| Épreuves | Or                                                                       | Argent                                                              | Bronze                                                               |
| --- | ------------------------------------------------------------------------ | ------------------------------------------------------------------- | -------------------------------------------------------------------- |
| 100 m (vent : m/s) | Assia Raziki 11 s 3                                                      | Dana Hussein 11 s 69                                                | Mazoun Bent Khalfan 11 s 85                                          |
| 200 m (vent : m/s) | Assia Raziki 23 s 80                                                     | Khadija Ouardi 24 s 25                                              | Dana Hussein 24 s 31                                                 |
| 400 m | Khadija Ouardi 53 s 97                                                   | Elaa Hikmat Jassem 56 s 7                                           | Tassabih Mohamed Saied 56 s 51                                       |
| 800 m | Oumaima Saoud 2 min 16 s 83                                              | Haifa Tarchoun 2 min 17 s 4                                         | Amna Barcham Bakhit 2 min 17 s 61                                    |
| 1 500 m | Oumaima Saoud 4 min 30 s 45                                              | Haifa Tarchoun 4 min 30 s 80                                        | Amna Barcham Bakhit 4 min 31 s 12                                    |
| 5 000 m | Alia Saeed Mohammed 16 min 39 s 41                                       | Soukaina Atanane 17 min 5 s 21                                      | Fatma Zohra Gardadi 17 min 52 s 4                                    |
| 10 000 m | Alia Saeed Mohammed 38 min 53 s 31                                       | Amina Tahiri 39 min 18 s 15                                         | Hanan Kalouj 39 min 51 s 48                                          |
| 100 m haies (vent : m/s) | Sanae Zouine 14 s 38                                                     | Ladsouz Obaid Najm 14 s 33                                          | Khouloud Haddadi 15 s 57                                             |
| 400 m haies | Tassabih Mohamed Saied 60 s 35                                           | Safa Othman Abdelkarim 61 s 35                                      | Fatma Zahra Razouk 62 s 71                                           |
| 3 000 m steeple | Habiba Ghribi 9 min 20 s                                                 | Amina Benniche 9 min 50 s 4                                         | Nawal Yahi 9 min 59 s 57                                             |
| 4 × 100 m | Maroc Hager Eddou Khadija Ouardi Fatma Zahra Razouk Assia Raziki 46 s 70 | Irak Elaa Hikmat Jassem Dana Hussein Delsouz Obaid Najm Bijan Ahmed | Tunisie Salma Belhassen Fatma Lahmadi Khouloud Haddadi Abir Berkaoui |
| 4 × 400 m | Maroc Hager Eddou Khadija Ouardi Fatma Zahra Razouk Assia Raziki         | Soudan                                                              | Irak Dana Hussein Elaa Hikmat Jassem Delsouz Obaid Najm Bijan Ahmed  |
| 10 km marche | Chahinez Nasri 46 min 14 s                                               | Amani Mannai 49 min 6 s                                             | Bariza Ghezelani 49 min 26 s                                         |
| Saut en hauteur | Yousra Araar 1,71 m                                                      | Fatma Zohra Alaoui 1,65 m                                           | Nourhan Kouch 1,60 m                                                 |
| Saut à la perche | Dora Mahfoudhi 4,15 m                                                    | Nesrine Brinis 3,70 m                                               | -                                                                    |
| Saut en longueur | Tahani Romaissa Belabiod 6,30 m                                          | Sanae Zouine 5,76 m                                                 | Zainab Ajalal 5,65 m                                                 |
| Triple saut | Fatma Lahmadi 12,60 m                                                    | Chelbia Ben Salem 11,24 m                                           | -                                                                    |
| Lancer du poids | Nada Chroudi 13,42 m                                                     | Amina Mawaiid 10,60 m                                               | Nabiha Gueddah 10,43 m                                               |
| Lancer du disque | Amina Moudden 47,49 m                                                    | Nabiha Gueddah 29,90 m                                              | Fajr El Mandani 18,30 m                                              |
| Lancer du marteau | Zouina Bouzebra 62,8 m                                                   | Soukaina Zakkour 61,60 m                                            | Samira Addi 57,48 m                                                  |
| Lancer du javelot | Nada Chroudi 42,25 m                                                     | Soukaina Zakkour 35,39 m                                            | Salima Ghannay 28,77 m                                               |
| Heptathlon | Nada Chroudi 5 029 points                                                | Salima Ghannay 3 947 points                                         | Nadia Mohamed El-Haffan 3 605 points                                 |
| Records et Performances - AR : Record continental (area record) - CR : Record des championnats (championship record) - MR : Record du meeting (meet record) - NR : Record national (national record) - OR : Record olympique (olympic record) - PR : Record paralympique (paralympic record) - PB : Record personnel (personal best) - SB : Meilleure performance personnelle de la saison (season's best) - WL : Meilleure performance mondiale de l'année (world leader) - WJR : Record du monde junior (world junior record) - WR : Record du monde (world record) Circonstances et Conditions - DNF : N'a pas terminé (did not finish) - DNS : N'a pas pris le départ (did not start) - DQ : Disqualification (disqualification) - NM : Aucun essai valable enregistré (No Mark) - Q : Qualifié « directement » au prochain tour (ou à la prochaine compétition), lors d'une compétition majeure, grâce au classement ou à la réalisation des minima (automatic qualifier) - q : Qualifié au prochain tour (ou à la prochaine compétition), lors d'une compétition majeure, grâce au repêchage ou à la réalisation de l'une des meilleures performances parmi celles des « non qualifiés directement » (grâce au meilleur temps ou à la meilleure distance par exemple) (secondary qualifier) |                                                                          |                                                                     |                                                                      |

## Tableau des médailles
| Rang | Nation              | Or | Argent | Bronze | Total |
| ---- | ------------------- | -- | ------ | ------ | ----- |
| 1    | Maroc               | 12 | 11     | 8      | 31    |
| 2    | Tunisie             | 9  | 13     | 12     | 34    |
| 3    | Algérie             | 9  | 5      | 4      | 18    |
| 4    | Koweït              | 4  | 1      | 3      | 8     |
| 5    | Arabie saoudite     | 3  | 6      | 3      | 12    |
| 6    | Soudan              | 2  | 3      | 3      | 8     |
| 7    | Djibouti            | 2  | 1      | 0      | 3     |
| 8    | Qatar               | 2  | 0      | 3      | 5     |
| 9    | Émirats arabes unis | 2  | 0      | 0      | 2     |
| 10   | Irak                | 1  | 4      | 2      | 7     |
| 11   | Oman                | 0  | 2      | 3      | 5     |
| 12   | Jordanie            | 0  | 0      | 1      | 1     |
| 12   | Liban               | 0  | 0      | 1      | 1     |
| 14   | Libye               | 0  | 0      | 0      | 0     |
| 14   | Palestine           | 0  | 0      | 0      | 0     |
| 14   | Somalie             | 0  | 0      | 0      | 0     |
| -    | Total               | 46 | 46     | 43     | 135   |